# سيان إيفانز
سيان إيفانز (بالإنجليزية: Sian Evans)‏ هي مغنية وموسيقية وكاتبة غنائية بريطانية، ولدت في 9 أكتوبر 1971 في Caerphilly ‏ في المملكة المتحدة.

## وصلات خارجية
- الموقع الرسمي
- سيان إيفانز على موقع ميوزك برينز (الإنجليزية)
- سيان إيفانز على موقع ديسكوغز (الإنجليزية)